# 진산로
진산로(Jinsan-ro, 珍山路)는 충청남도 금산군 금산읍에서 금산군 진산면을 잇는 도로이다.

## 주요 경유지
충청남도
- 금산군 (금산읍 - 금성면 - 진산면)

## 노선
| 이름          | 접속 노선                   | 소재지        | 소재지        | 비고                    |
| 비단로와 직결 | 비단로와 직결               | 비단로와 직결 | 비단로와 직결 | 비단로와 직결           |
| ------------- | --------------------------- | ------------- | ------------- | ----------------------- |
| (이름없음)    | 오리정로 비단로             | 금산군        | 금산읍        |                         |
| 양전교        |                             | 금산군        | 금성면        |                         |
| 부암삼거리    | 지방도 제635호선 (배내미로) | 금산군        | 진산면        | 지방도 제635호선과 중복 |
| 부암교        |                             | 금산군        | 진산면        | 지방도 제635호선과 중복 |
| 부암삼거리    | 지방도 제635호선 (휴양림로) | 금산군        | 진산면        | 지방도 제635호선과 중복 |
| 말똥재        |                             | 금산군        | 진산면        |                         |
| 방축교        |                             | 금산군        | 진산면        |                         |
| 방축삼거리    | 국도 제17호선 (대둔산로)    | 금산군        | 진산면        |                         |

## 주요 시설및 건물
- S-OIL 아인주유소 (진산로 31/상리 331-2)
- SK에너지 하나SK주유소 (진산로 172/양전리 531-1)
- 금산금성우체국 (진산로 361/상가리 127-5)
- 금성치안센터 (진산로 367/상가리 127-3)
- 금성초등학교 (진산로 370/상가리 152-2)
- 금성면 행정복지센터 (진산로 372/상가리 157-5)